# Tanysphyrus khancaensis
Tanysphyrus khancaensis (лат.) — вид жуков из семейства брахицерид (Brachyceridae).

## Распространение
Распространён в Приморском крае.

## Описание
Жук в длину достигает 2,2—2,7 мм. Головотрубка самца и самки слабо изогнута до места прикрепления усиков, с изогнутой вершиной третью, чуть-чуть длиннее переднеспинки. Второй сегмент жгутика усиков самки тонкий, на треть короче первого сегмента, с первого по шестой сегменты поперечные. Переднеспинка слабопоперечная, наиболее широка перед серединой. Надкрылья с пологим скатом.

## Экология
Личинки минируют листья белокрыльника болотного (Calla palustris). Встретить вид можно на болотах, рисовых чеках и в старицах.